# 1455

## Събития
- Излиза първата печатна Библия – Гутенберговата.

## Родени
- 3 март – Жуау II, крал на Португалия

## Починали
- 18 февруари – Фра Анджелико, италиански художник
- 1 декември – Лоренцо Гиберти, италиански скулптор и ювелир